# Lissonota oculatoria
Lissonota oculatoria là một loài tò vò trong họ Ichneumonidae.